# Meganephria araucanica
Meganephria araucanica är en fjärilsart som beskrevs av George Francis Hampson 1909. Meganephria araucanica ingår i släktet Meganephria och familjen nattflyn. Inga underarter finns listade i Catalogue of Life.